# B型主系列星
B型主系列星 (Bがたしゅけいれつせい、英: B-type main-sequence star) は、スペクトル型がB、光度階級がVの、核で水素の核融合反応を起こしている主系列星である。太陽の2倍から16倍の質量を持ち、表面温度は 10,000 K から 30,000 K の間である。
B型星は非常に明るく、青い色をしている。スペクトル中には中性のヘリウムの特徴が見られ、その特徴はB2型で最も強くなる。B型主系列星は稀な存在で、主系列星全体に占める割合は 0.1% 程度に過ぎないと考えられている。アルゴルA、しし座のレグルスの主星、エリダヌス座のアケルナルの主星がこの分類である。

## 特性
| スペクトル 分類 | 半径 R☉ | 質量 M☉ | Teff (K) | log g |
| --------------- | ------- | ------- | -------- | ----- |
| B0V             | 10      | 17      | 30,000   | 4     |
| B1V             | 6.42    | 13.21   | 25,400   | 3.9   |
| B2V             | 5.33    | 9.11    | 20,800   | 3.9   |
| B3V             | 4.8     | 7.6     | 18,800   | 4     |
| B5V             | 3.9     | 5.9     | 15,200   | 4     |
| B6V             | 3.56    | 5.17    | 13,800   | 4     |
| B7V             | 3.28    | 4.45    | 12,400   | 4.1   |
| B8V             | 3       | 3.8     | 11,400   | 4.1   |
| B9V             | 2.7     | 3.29    | 10,600   | 4.1   |

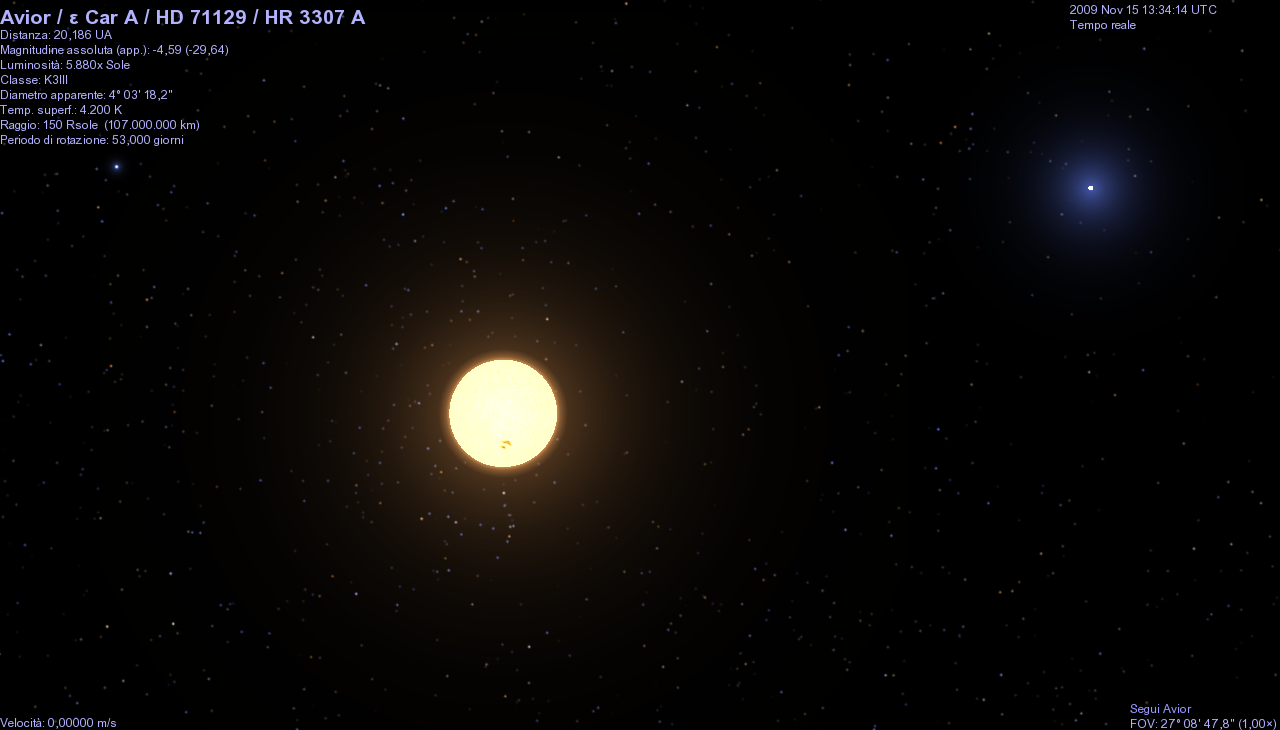
りゅうこつ座の中にあるりゅうこつ座ε星は、B型主系列星を伴った二重星である。

B型という分類は恒星のスペクトルのハーバード分類において導入されたものであり、輝星星表の中で公表された。当時のB型星の定義は，スペクトル中に電離していないヘリウムのスペクトル線が存在し、スペクトルの青から紫の部分に一階電離のヘリウムの特徴が見られないというものであった。B型を含め、全てのスペクトル型はさらに数字を用いて細分化され、その数字はスペクトル型の中でどれだけ次の型に近いかによって決めされる。例えばB2型は、B型 (あるいはB0型) から見てA型へ 1/5 だけ進んだところに位置することを意味する。
しかし、後の高精度な観測で取得されたスペクトルでは、B0型の恒星でも電離したヘリウムのスペクトル線が見られることが分かった。同様に、A0型の恒星も電離していないヘリウムの弱い線が見られる。後の恒星の分類では、恒星のスペクトル分類は特定の波長での吸収線の強度や，あるいは異なるスペクトル線の強度の比を用いて定義されることとなった。現在広く用いられているMK分類では、B0型は 439 nm の波長でのスペクトル線が 420 nm の線よりも強いものとなっている。水素線のバルマー系列の特徴はB型の後期になるほど強くなり、A2型で最も強くなる。電離したケイ素のスペクトル線はB型星の細分を決定するのに用いられており、一方でマグネシウムのスペクトル線は温度の階級を識別するのに用いられている。
B型星はコロナを持たず、大気外層部に対流層を持たない。また太陽のような小さい恒星と比べて大きな質量放出率を持ち、その恒星風の速度はおよそ 3000 km/s に達する。B型主系列星内部でのエネルギー生成は、熱核融合反応の一種であるCNOサイクルが担っている。CNOサイクルの反応率は温度に非常に敏感で、高温であるほど反応率が急激に上昇するため、エネルギー生成は恒星の中心部分に極めて集中している。その結果として、恒星の核に対流層が発達する。このため、核融合の燃料となる水素と、核融合の副産物であるヘリウムが定常的に混合される。多くのB型星は高速な自転をしており、赤道部での自転速度はおよそ 200 km/s に達する。

## Be星とB[e]星
Be星として知られるスペクトル型の天体は、質量が大きいが超巨星ではない天体のうち、スペクトル中にバルマー系列の輝線を1つ以上持っているか、あるいはいずれかの段階で持っていたものである。水素に関連した電磁放射のスペクトル系列を示す、科学的に特に興味深い恒星である。Be星は一般的に、異常に強い恒星風、高い表面温度、極めて高速な自転に伴う恒星質量の大きな減少といった特徴を示すと考えられており、これらの特徴は全て多くの他の主系列星の型とは対照的なものである。
用語の区別は非常に曖昧なものであるが、B[e]星 (あるいはB(e)星) として知られるスペクトル型の天体は、Be星とは異なるものである。B[e]星は異なる中性の原子もしくは低階電離の元素の輝線を持っており、これらは禁制線と呼ばれる、通常は遷移が禁止されている波長での放射を行う (禁制遷移)。言い換えれば、これらの特徴的な恒星の放射は、量子力学の1次の摂動論の元では通常禁止されている遷移を行っているということになる。禁制線であることを明示する場合、角括弧もしくは括弧が用いられる。B[e]星の定義の中には、通常の主系列星の大きさを超えた、青色巨星と青色超巨星となるのに十分な大きさのものも含めることができる。

## スペクトル標準星
ハロルド・レスター・ジョンソンとウィリアム・ウィルソン・モーガンによる1953年の改定されたスペクトル分類では、B型矮星 (主系列星) の標準星として多くの恒星がリストアップされたが、これらの全てが現在までスペクトルの標準星として生き残っているわけではない。B型主系列星の中で、現在主に使われているMK分類の「固定点」として使われているもの、すなわち少なくとも1940年代から現在まで変わらず標準星として使用され続けている恒星には、オリオン座υ星 (B0V)、ぎょしゃ座η星 (B3V)、おおぐま座η星 (B3V) がある。
これらの基準星の他に、モーガンとキーナンによる1973年のMK分類についての重要なレビュー論文では、"dagger standard" として標準星が挙げられている。この時に挙げられた標準星は、さそり座τ星 (B0V)、さそり座ω星 (B1V)、オリオン座42番星 (B1V)、さそり座22番星 (B2V)、ぎょしゃ座ρ星 (B5V)、おうし座18番星 (B8V) である。1978年のモーガンらによる改定された分類では、さらにさそり座β星 (B2V)、ペルセウス座29番星 (B3V)、HD 36936 (B5V)、HD 21071 (B7V) が標準星として加えられた。1994年には、ろ座ω星A と  HR 2328 が B9V の標準星として加えられた。B4Vの標準星として公表されているのはしし座90番星のみである。また、B6Vの標準星については、文献中に合意がほとんど見られない。

## 化学的特性
スペクトル型がB0からB3までのB型星の一部は、電離していないヘリウムの異常に強いスペクトル線を持つ。これらの化学的な特異星は強ヘリウム星と呼ばれる。これらの天体はしばしば、光球で強い磁場を持つ。これとは対照的に、弱いヘリウム線と強い水素のスペクトルを持つ弱ヘリウム星も存在する。その他のB型の化学特異星としては、スペクトル型がB7からB9の水銀・マンガン星がある。さらに、前述のBe星は水素の顕著な輝線をスペクトル中に持っている。

## 惑星系
B型星を含む非常に高温な恒星では、太陽系外惑星の発見報告は極めて少ない。これは重く高温な恒星ほど数が少なく、また惑星を探査するための観測が行いづらいことによる観測バイアスの影響が大きい。また大質量の恒星は進化が速く、その周囲で惑星が形成されるかどうかの理論的・観測的な研究も進んでいない。
2017年時点では、トランジットをする系外惑星はA型星の周りでも6個しか知られておらず、さらに高温なO型星、B型星周りでのトランジット惑星の発見報告は一つも存在しなかった。2017年に KELT-9 を公転する惑星 KELT-9b がトランジット法により発見されたが、主星の KELT-9 のスペクトル型はA型とB型の境界に位置する A0V もしくは B9.5V であり、B9.5V であった場合はトランジット惑星としては初めてB型星の周囲に発見された惑星となる。
なお、NASA による系外惑星のデータベースであるNASA Exoplanet Archive のデータでは、2020年2月の時点でB型星周りの系外惑星もしくは褐色矮星は KELT-9b を含めて8個が掲載されており、主に直接撮像や惑星による中心星の光度変化から発見されている。
2011年に直接撮像によって発見が報告された HIP 78530 b は B9V 星である HIP 78530 を公転しているが、質量は23-28木星質量程度と推定されており、褐色矮星である可能性が高い。2012年に同じく直接撮像で発見が報告されたアンドロメダ座κ星bは主星がB型星であるが、この星の光度階級はIVであり、主系列星ではなく準巨星である。また、アンドロメダ座κ星bの質量も重く、褐色矮星である可能性が高いと考えられる。
その他にはケプラー70の周りにも惑星が発見されているが、この恒星も主系列星ではなくB型準矮星である。準矮星周りの系外惑星は、周囲を惑星が公転することによる主星の光度変化を捉える手法や、主星の脈動周期が惑星の公転運動によって変動して観測される様子を捉えることによって検出されている。